# فرشته ساری
فرشته ساری (زادهٔ ۷ تیر ۱۳۳۵ در تهران)، شاعر، نویسنده و مترجم ایرانی است. وی یکی از شاعران زبانزد دههٔ هفتاد خورشیدی و از نویسندگان قابل اشاره جریان پیشرو داستان‌نویسی ایران است.
وی در سال ۱۳۸۳ برندهٔ جایزه شعر پروین اعتصامی شد.

## زندگی‌نامه
فرشته ساری در ۷ تیر ماه ۱۳۳۵ در تهران متولد شد. ساری در رشته‌های علوم کامپیوتر در دانشگاه شهید بهشتی (ملی سابق) و زبان و ادبیات روسی دانشگاه تهران تحصیل کرده‌است و سپس به ترجمه و پژوهش مشغول شد و زندگیش را صرف ادبیات کرد.
او از سال ۱۳۵۸ تاکنون مشاغلی چون دبیری ریاضیات، کارمندی (پژوهشیار)، تحقیق، ویراستاری پروژه‌های معماری، و ویراستاری آزاد را تجربه کرده‌است.
نخستین اثرش، مجموعه شعری با عنوان پژواک سکوت بود که در دهه ۱۳۶۰ منتشر شد.
او با نشریات گردون، دنیای سخن و کارنامه، آدینه و ..... نیز همکاری کرده‌است. فرشته ساری جزو آن دسته شاعرانی است که در دهه ۱۳۶۰ به این فکر افتادند که راهی پیدا کنند تا بتوانند دوباره با مخاطب ارتباط پیدا کنند. ساری در مجموع ۱۷ کتاب شعر و داستان (تألیف و ترجمه) کرده‌است. «ساری در آثارش فرم‌های تازهٔ داستانی را تجربه می‌کند و به مسائل و مشکلات زنان می‌پردازد.»
یکی از رمان‌های وی به نام آفتاب در تهران، به زبان ایتالیایی ترجمه، و توسط انتشارات ادیت‌پرس، منتشرشده است.

### ماجرای اتوبوس ارمنستان
وی در ماجرای اتوبوس ارمنستان در سال ۱۳۷۵ و در جریان قتل‌های زنجیره‌ای در لیست چهره‌های فرهنگی اعزامی بود که قرار بود در اتوبوس توسط دولت جمهوری اسلامی به منظور قتل به ته دره فرستاده شوند.

### شعر
- «پژواک سکوت» ۱۳۶۵
- «قابهای بی‌تمثال» ۱۳۶۸، نشر چشمه[۱۲]
- «مروارید خاتون» ۱۳۶۹
- «شکل در باد» ۱۳۷۰
- «جزیره نیلی» ۱۳۷۱
- «تربت عشق جمهوری زمستان» ۱۳۷۲.[۱۳]
- روز و نامه‌ها، نشر چشمه، ۱۳۸۱[۱۴]
- شهرزاد پشت چراغ قرمز، انتشارات نگاه، ۱۳۸۷

### داستان
- مرکز خرید خاطره (مجموعه داستان)، انتشارات خجسته، ۱۳۸۶[۱۵]
- چهره‌نگاری دنیا (مجموعه داستان)
- رمان‌های مروارید خاتون،
- جزیره نیلی،
- آرامگه عاشقان،
- میترا،
- عطر رازیانه
- پری سا[۱۶]

### ترجمه
- زندگی خواهر من است گزیده‌ای از اشعار بوریس پاسترناک ۱۳۶۹[۱۷]
- بنفشه‌ای در قطب، نوشته جانی روداری، نشر چشمه

## جوایز
- جایزه لیلیان هلمن – داشیل هامت ۱۳۷۷
- جایزه شعر پروین اعتصامی برای مجموعه شعر روزها و نامه‌ها، ۱۳۸۳[۱۸][۱۹]
- تندیس یک عمر فعالیت ادبی در عرصه شعر زنان، دومین دوره جایزه شعر زنان ایران (جایزه خورشید)، ۱۳۸۸[۲۰]